# ITC Galliard

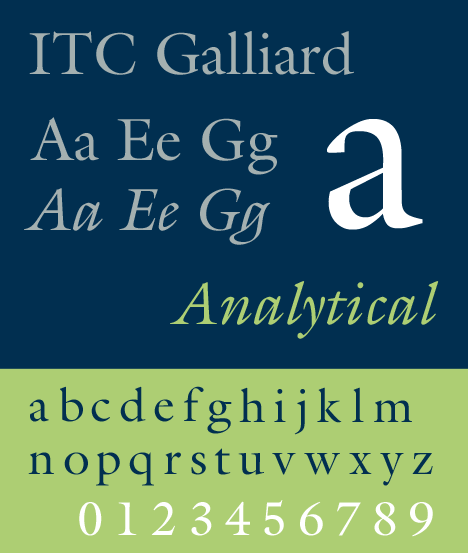
Specimen der ITC Galliard

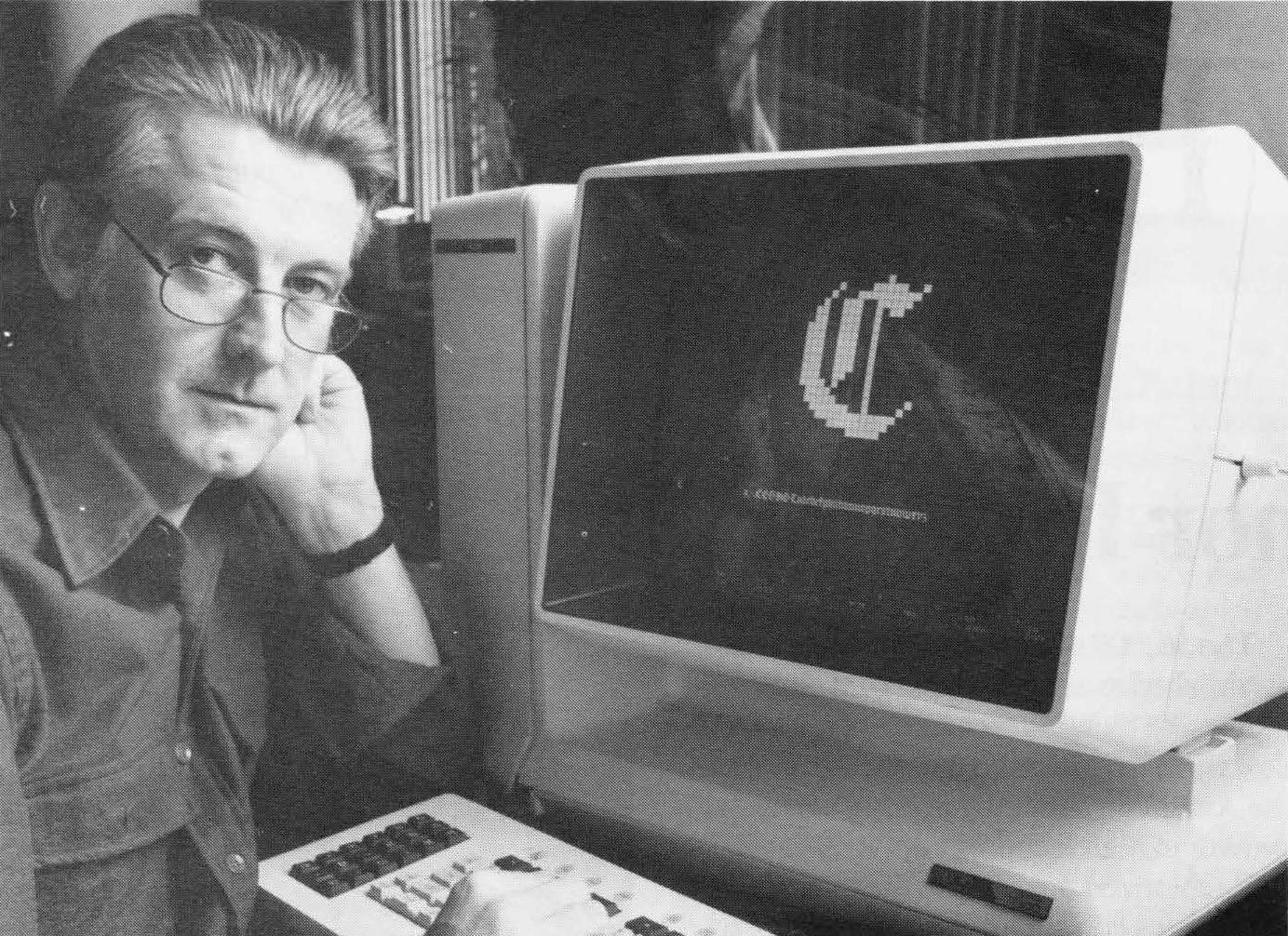
Matthew Carter (1986)

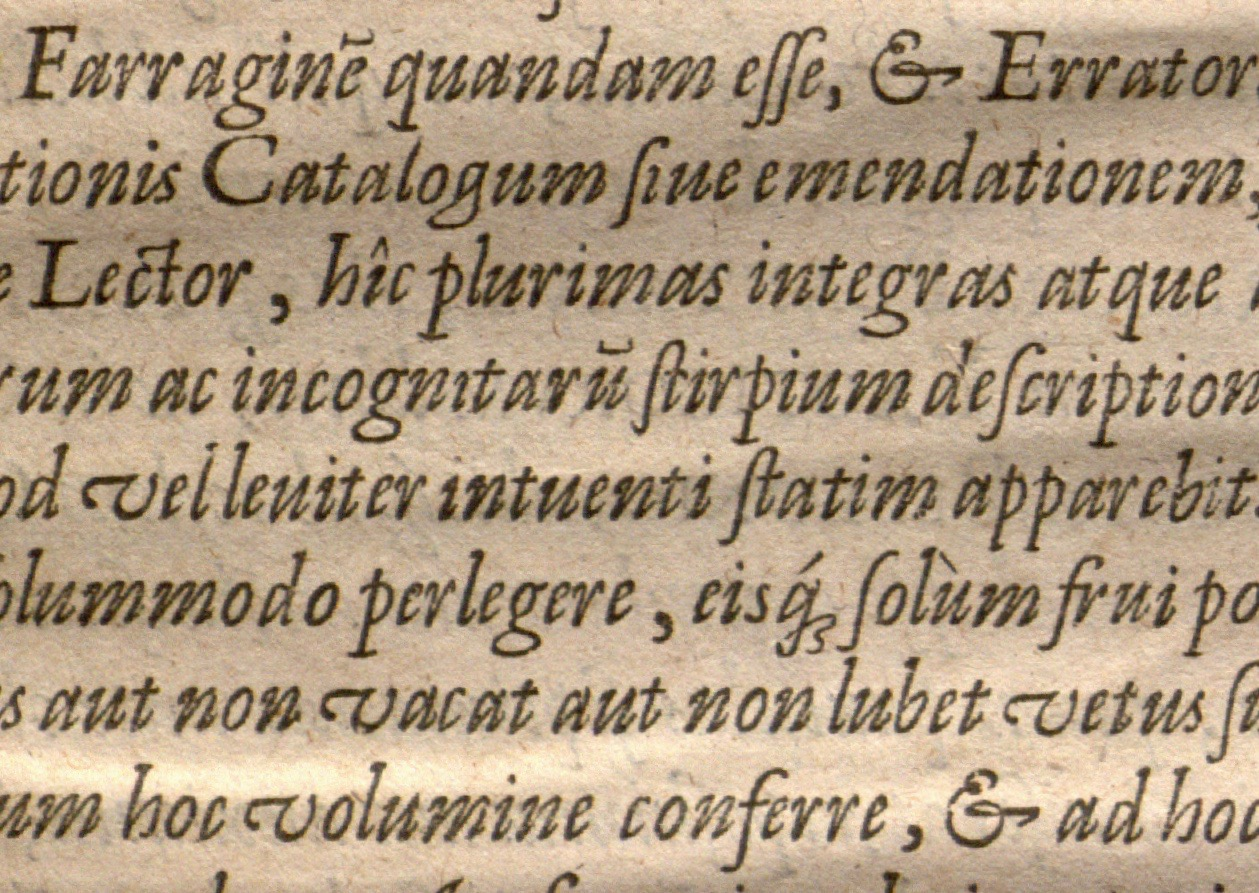
Robert Granjons Ascendonica. Druck aus dem Jahr 1611

ITC Galliard ist der Name einer Serifenschrift, die von Matthew Carter entworfen und 1978 von Linotype herausgegeben wurde. 1981 an die International Typeface Corporation verkauft, zählt die – seither mit der Zusatzbezeichnung „ITC“ gekennzeichnete – Schrift zur Gruppe jener Renaissanceantiquas, die unmittelbar auf Originale aus dem 16. Jahrhundert zurückgehen. Die Galliard wurde zwischenzeitlich in unterschiedliche Richtungen ausgebaut. Besonders aufzuführen hier ist die ITC Galliard Pro, die mit einer erweiterten Sprachunterstützung sowie einer Reihe typografischer Zusatzzeichen aufwartet.

## Geschichte
Die Galliard basiert auf der Schrift von Robert Granjon aus dem 16. Jahrhundert. Der Name bezieht sich auf eine Originalbezeichnung Granjons für eine von ihm um 1570 geschnittene 8-Punkt-Schrift, welche die Kennzeichnung gallieuse trug, was übersetzt entweder „temperamentvoll“ oder auch „lebhafter Tanz“ meinen kann. Matthew Carter, der die Neuauflage in den 1970ern zeichnerisch fertigte, ließ sich bei der Umsetzung explizit von dieser Assoziation leiten. Die Entstehung der (ITC) Galliard hatte einen ungewöhnlich langen Vorlauf. Mike Parker, Leiter der typografischen Entwicklung bei Linotype, war von den Schriften Granjons im Plantin-Moretus-Museum in Antwerpen sehr angetan. Ähnliches galt für Matthew Carter, der 1965 als Schriftdesigner bei Linotype anfing. Carters Vater – Harry Carter – beschäftigte sich stark mit den historischen Aspekten der Typografie. In den 1950er Jahren hatte er eine umfangreiche Sammlung von Stempeln und Matrizen aus dem 16. Jahrhundert angelegt – eine Tätigkeit, bei der ihm sein Sohn gelegentlich half.
Die Arbeit an der – später unter dem Namen Galliard erscheinenden – Schrift erfolgte in Schüben. Ein Hindernis bei der Umsetzung waren technische Limitierungen der zu jener Zeit technisch noch nicht sehr ausgereiften Fotosatz-Technologie. Die erst sehr groben, später etwas feineren Geviert-Unterteilungen standen der praktischen Umsetzung zunächst im Weg. 1978 wurde die zwischenzeitlich finalisierte Schrift schließlich veröffentlicht. Besonderes Aufsehen erregte die Kursiv-Variante. Während Carter bei dem Grundschnitt auf eine 1567 von dem holländischen Verleger Christoffel Plantin angeschaffte Schrift mit der Bezeichnung Gros Cicero zurückgriff, hatte er sich bei der Fertigung der Kursiven an Roberts Granjons Ascendonica Cursiue orientiert – einer direkt auf Plantin zurückgehenden Auftragsarbeit aus dem Jahr 1570. 1981 schließlich übertrug Linotype die Rechte für die Galliard an das New Yorker Fotosatzschrift-Unternehmen International Typeface Corporation (ITC). Eine Folge des Besitzerwechsels war der für ITC-Schriften typische Ausbau – mit der Folge, dass die ITC Galliard schließlich mit vier Strichstärken (Roman, Bold, Black und Ultra) sowie flankierenden Kursivschnitten aufwartete.
Im neuen Jahrtausend wurde die – nach dem Ende der ITC von Monotype weiter vermarktete – Schrift in zwei unterschiedliche Richtungen erweitert. Die ITC Galliard Pro aus dem Jahr 2010 offerierte die für Pro-Schriften übliche Erweiterung bei der Sprachunterstützung sowie der Präsenz zusätzlicher Zeichen. Bei der 2013 erschienenen ITC Galliard eText hingegen handelt es sich um eine Variante, die speziell für die Bildschirmdarstellung optimiert wurde. Designt wurde sie von Carl Crossgrove.
Die Galliard ist bei fast allen großen Schriftdistributoren im Sortiment; zentral wird sie auch über das Monotype-Schriftenportal MyFonts vertrieben. Als klassische Serifenschrift mit auf das 16. Jahrhundert zurückgehendem Originalbezug fand die ITC Galliard auch bei der Signetgestaltung bekannter Institutionen und Unternehmen Verwendung. Bis 2007 wurde sie von der Yale University verwendet. Dort abgelöst wurde sie von einer Schrift, die auf der Galliard basierte und deren Umsetzung ebenfalls Matthew Carter übernahm. Als CI-Schrift fungiert die Galliard beim Baylor College of Medicine; als Hausschrift in Verwendung ist sie bei The New Criterion und der Buchreihe Library of America. Darüber hinaus war sie Teil einer 23 Schriften umfassenden Gruppe, die das Museum of Modern Art (MoMA) in seine Bestände aufnahm und im Rahmen von Ausstellungen präsentierte.
Im Buchsatz – der Hauptdomäne des von der Galliard repräsentierten Schrifttypus – musste sie im neuen Jahrtausend einen Bedeutungsverlust hinnehmen. Eine 2005 veröffentlichte Studie zum Thema Schriftwahl in diesem Marktsegment konstatiert zwar eine rückgehende Verwendung der ITC Galliard. Als positiven Faktor nannte die Studie allerdings den Umstand, dass die Galliard eine der wenigen Serifenschriften aus der Fotosatzära sei, die in diesem Metier überhaupt noch nennenswert zur Anwendung komme. Die Schriften-Archivseite Fonts in Use führt als eng verwandte Schrift die Granjon auf. Unter den insgesamt 13 angeführten Praxisbeispielen (Stand: Mai 2024) befinden sich die beiden Buchtitel Eurotrash von Christian Kracht und Our Pornography and other disaster songs von BJ Soloy.

## Charakteristik
Im weiten Sinn ist die ITC Galliard eine französische Renaissanceantiqua. Im engeren Sinn gehört sie zu jener Teilmenge dieser Großgruppe, die unmittelbar auf Originalschriften aus dem 16. Jahrhundert basiert. Als besondere Charakteristika gelten die scharfe Detailzeichnung, die kräftigen Serifen, die ungewöhnliche Form der Kursiv-Variante sowie das Ausreizen des gestalterischen Variationsspektrums bei einer Reihe von Kleinbuchstaben. Das Monotype-Schriftenportal MyFonts empfiehlt die Kursiv-Variante speziell für Gelegenheitsanlässe wie Einladungen oder informelle Ankündigungen.